# Curt von Prittwitz und Gaffron

Admiral Curt von Prittwitz und Gaffron

Curt von Prittwitz und Gaffron (um 1880)

Bernhard Otto Curt von Prittwitz und Gaffron (* 16. Juli 1849 auf Gut Sitzmannsdorf, Kreis Ohlau, Provinz Schlesien; † 16. Februar 1922 in Berlin-Wilmersdorf) war ein deutscher Seeoffizier, kaiserlicher Admiral und Mitglied des Preußischen Herrenhauses.

## Familie

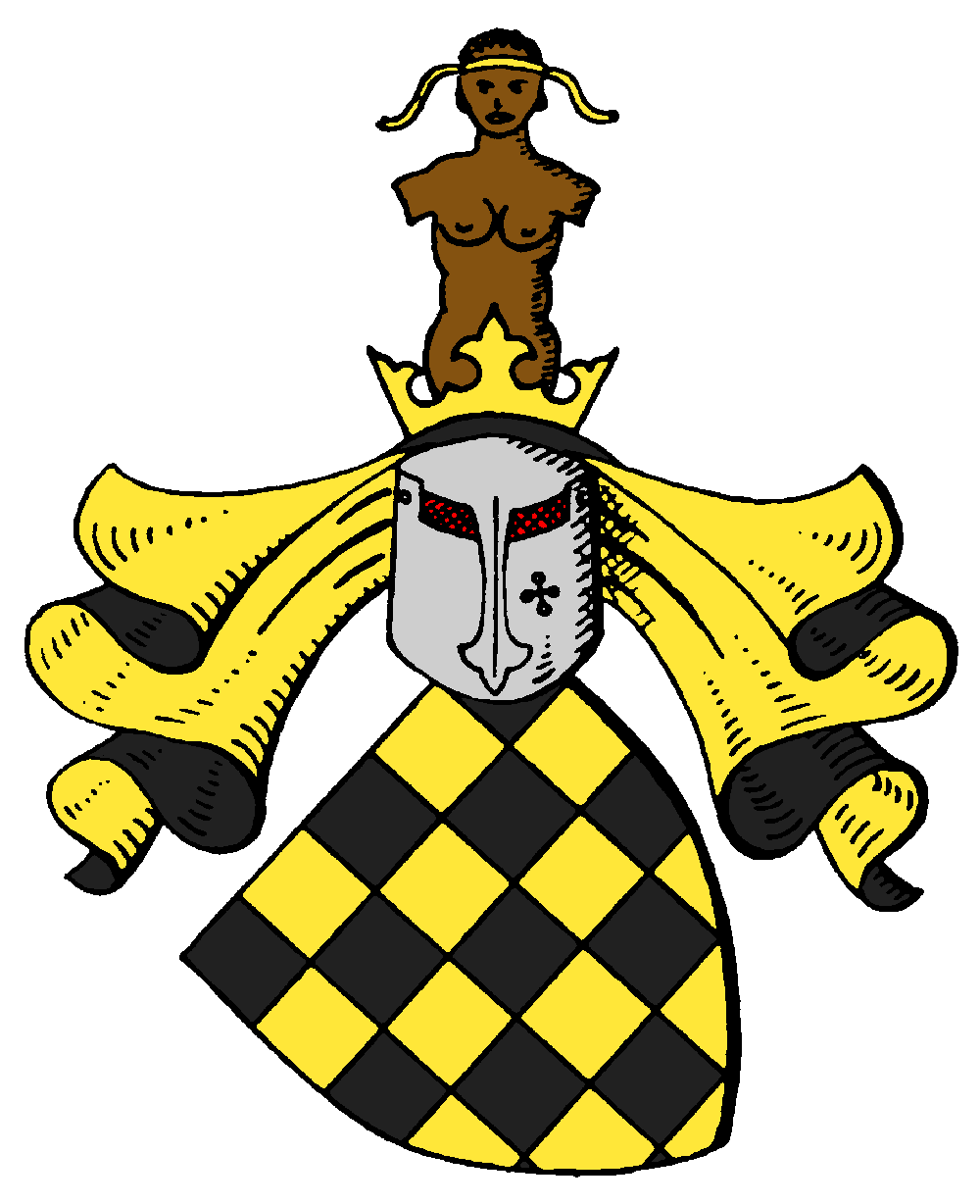
Das Wappen der Familie von Prittwitz und Gaffron

Prittwitz entstammt dem alten, weit verzweigten schlesischen Adelsgeschlecht Prittwitz und Gaffron und war der Sohn des Landesältesten und Gutsbesitzers Constantin von Prittwitz, Herr auf Gut Sitzmannsdorf, und der Olga, geborene von Zitzewitz.
Er heiratete in erster Ehe am 16. Juli 1887, seinem 38. Geburtstag, in Kaiserswaldau Luise von Schönberg (* 8. Oktober 1855 auf Gut Bolmstad, Provinz Småland, Schweden; † 10. Dezember 1903 in Kiel), eine Tochter des königlich sächsischen Leutnants a. D. Hans von Schönberg (1830–1896), Gutsbesitzer auf Bolmstad, und der Camilla, geborene Rittner.
Aus dieser ersten Ehe stammen die Tochter Agnes (1888–1969), die 1908 den deutschen Generalmajor Günther von Dewitz (1885–1940) heiratete, und der Sohn Heinrich von Prittwitz und Gaffron (1889–1941), der als Kommandeur der 15. Panzer-Division im Rang eines Generalleutnants bei Tobruk fiel.
In zweiter Ehe heiratete Prittwitz am 5. Juni 1906 in Lüben (Niederschlesien) Wanda von Uechtritz und Steinkirch (* 1. Mai 1863 auf Gut Ober-Herzogswaldau, Landkreis Lüben; † 11. Juli 1944 in Lottin), eine Tochter des königlich preußischen Landrats und Rittmeisters Ernst Louis von Uechtritz und Steinkirch (1820–1891), Gutsbesitzer auf Ober-Herzogswaldau und Propst des adeligen Damenstifts in Barschau, und der Olga von Meier (1823–1898).
Siehe auch: Familie von Prittwitz

## Militärischer Werdegang

### Ausbildung

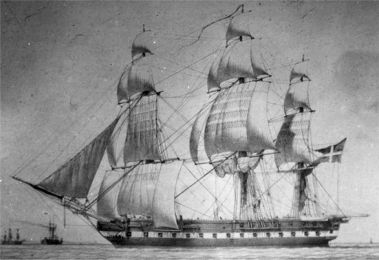
Segelfregatte Gefion

Kreuzerkorvette Augusta

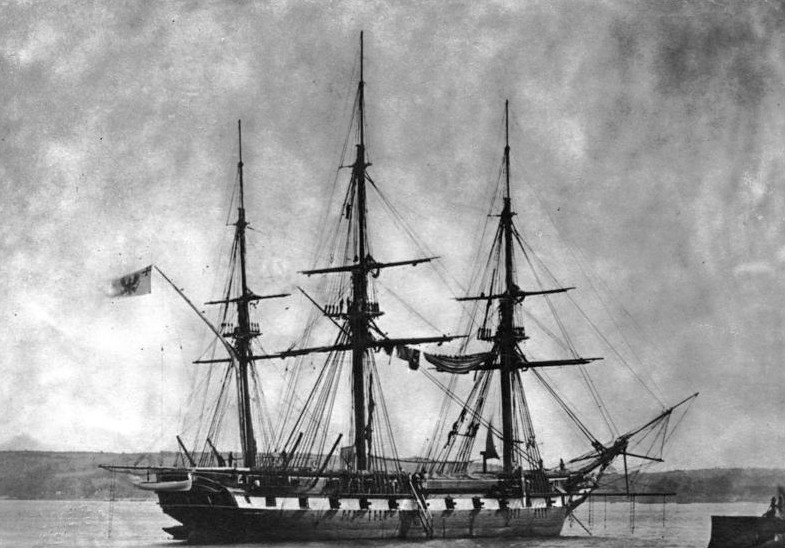
Segelfregatte Thetis (1867)

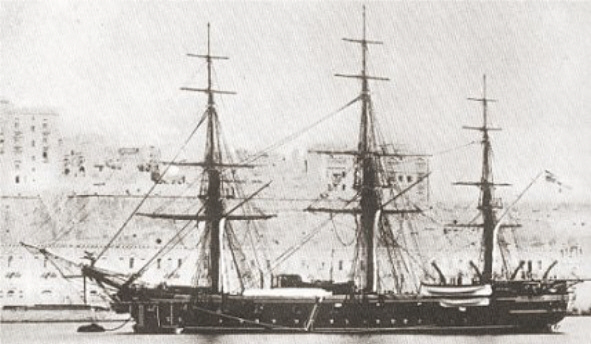
Segelkorvette Vineta

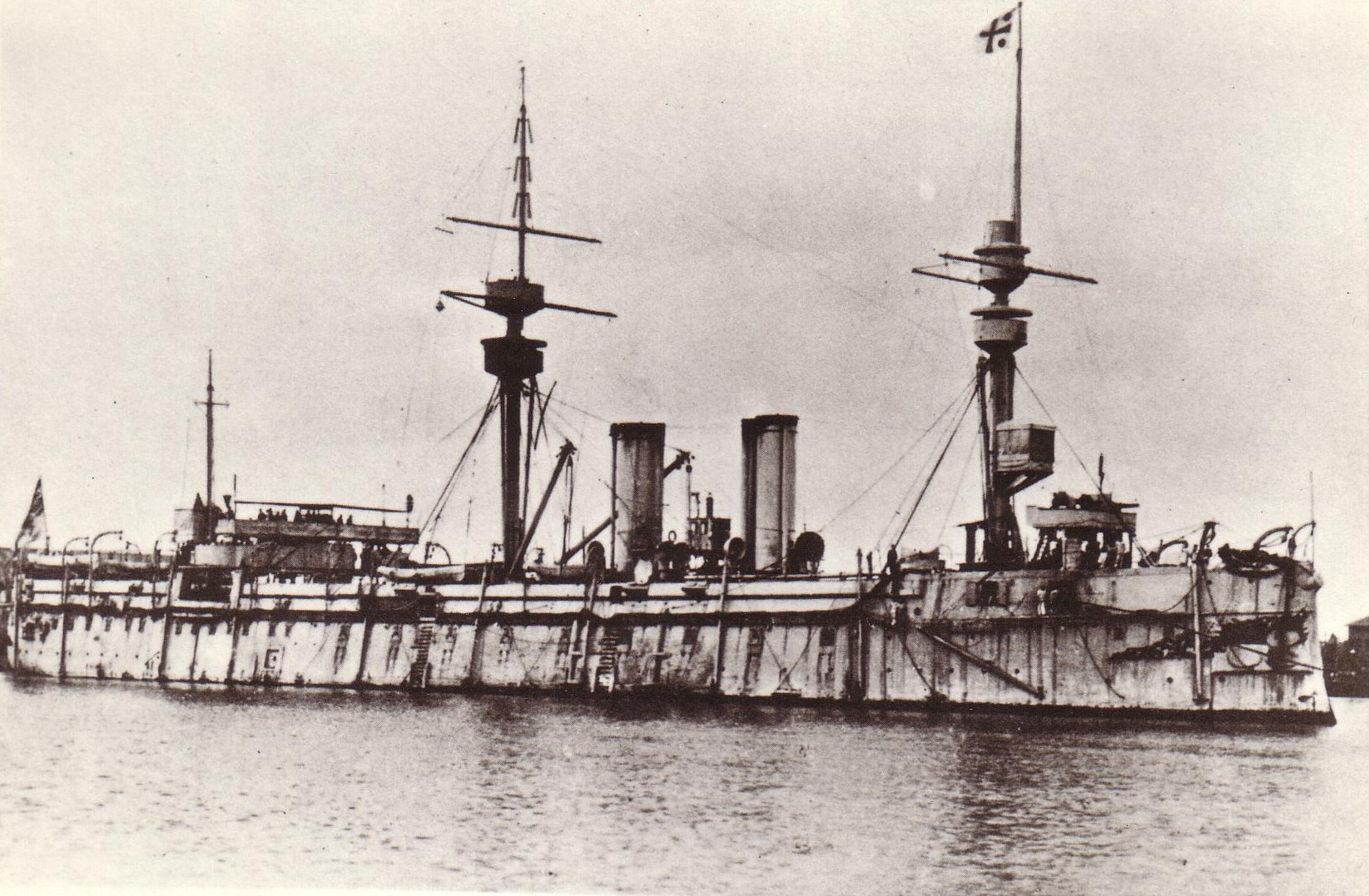
Panzerfregatte König Wilhelm

Prittwitz wurde als zweites von sieben Kindern auf dem Familiengut Sitzmannsdorf geboren und verlebte auch seine ersten Jahre dort. Im Alter von 10 Jahren schickten ihn die Eltern auf die höhere Bürgerschule der Kreisstadt Ohlau und anschließend auf das Maria-Magdalenen-Gymnasium in Breslau, das er Ostern 1866 mit dem Reifezeugnis verließ.
Im Jahr des Preußisch-Österreichischen Krieges und wohl angeregt durch den Aufbau der Reichsflotte durch Prinz Adalbert von Preußen trat Prittwitz am 21. April 1866 als Kadett in die preußische Marine ein – im Gegensatz zu seinen drei Brüdern Carl, Heinrich und Leonhard, die Offiziere in der preußischen Landwehr und Juristen wurden – und erhielt nach kurzer Vorbereitung an Land seine erste seemännische Ausbildung auf der Segelfregatte Gefion in Kiel.
Schon im Herbst 1866 machte er seine erste große Seereise auf der Segelfregatte Niobe nach Westindien, an deren Ende er nach neun Monaten in einem Examen sehr gute Kenntnisse in Navigation und gute in Artillerie nachwies, weshalb er am 27. August 1867 zum Seekadetten befördert wurde.

### Seekadett
Es folgten mehrere Reisen auf verschiedenen Schiffen: im Sommer 1867 über die Ostsee bis Pillau und Danzig auf den Korvetten Hertha und Gazelle, ab September 1867 eine 10-monatige Fahrt auf der Korvette Augusta wieder nach Westindien und Mittelamerika und nach der Rückkehr auf der Aviso Preußischer Adler in der Ostsee bis nach Finnland. 1868 diente er auf der Segelfregatte Thetis und 1869 auf der Panzerfregatte Kronprinz. Nach weiteren zehn Monaten auf der Marineschule Kiel bestand er im Juni 1870 sein Seeoffiziersexamen und wurde am 6. August 1870 zum Unterleutnant befördert (heute: Leutnant zur See).

### Unterleutnant
Während des Deutsch-Französischen Krieges war Prittwitz an Bord des Kanonenbootes Habicht, das in der Elbmündung im Vorpostendienst gegen die Blockade durch die französische Flotte eingesetzt war. Nach einem kurzen Kommando zur 1. Matrosendivision ging Prittwitz am 1. Juli 1871 an Bord der Korvette Vineta, die ihn auf einer zweijährigen Reise zum dritten Mal nach Westindien und weiter zu nord- und südamerikanischen Häfen führte. Dabei beteiligte sich das Schiff an einer Unternehmung gegen die Republik Haiti, die sich geweigert hatte, einem deutschen Kaufmann die geschuldeten 60.000 Mark zu zahlen. Erst nach der Besetzung durch die US-amerikanischen Korvetten Union und Mont Organise erfolgte die Zahlung.
Nach seiner Rückkehr kam Prittwitz während des Sommers 1873 in Wilhelmshaven auf das Artillerieschulschiff Renown. Im Herbst 1873 wurde er als Inspektionsoffizier an die Marineschule Kiel kommandiert und erhielt dort am 21. Dezember 1873 seine Beförderung zum Leutnant zur See (heute: Oberleutnant zur See). Diese Kommandierung unterbrach er im Juni 1875 für eine vierwöchige Fahrt auf der Yacht Grille, mit der er auch im Herbst 1875 auf Ostseefahrt ging und auf der auch Kaiser Wilhelm I. für einige Tage an Bord zu Gast war.

### Leutnant
Von Oktober 1875 bis September 1877 war Prittwitz Navigationsoffizier an Bord der Korvette Luise, mit der er zum ersten Mal über Rio de Janeiro, Kap Hoorn, Australien, den Sulu-Archipel und Ostasien, Singapur und Aden die Welt umrundete. Anschließend nahm er 1877–1880 an drei Kursen der Marine-Akademie in Kiel teil. Am 14. Mai 1878 wurde er Kapitänleutnant und nach dem ersten Kurs an der Akademie Wachoffizier auf der Panzerfregatte König Wilhelm. Hier erlebte Prittwitz bei einer Sturm- und Nebelfahrt im Ärmelkanal am 31. Mai 1878 die Kollision seines Schiffes mit der Panzerfregatte Großer Kurfürst, die danach sank. Nach dem zweiten Akademie-Kurs wurde er Navigationsoffizier auf der Kronprinz.

### Kapitänleutnant
Seine fünfte große Fahrt trat Prittwitz im Oktober 1880 als Erster Offizier auf der Habicht an, die zwei Jahre nach Australien unterwegs war. Auf der Heimreise ankerte die Habicht vor Port Said, um während der ägyptischen Unruhen die deutschen Interessen zu wahren. Als Alexandria von den Briten eingeschlossen wurde, besetzte Prittwitz am 16. Juli 1882 mit 28 Seesoldaten das preußische Krankenhaus und das deutsche Generalkonsulat, die bereits schwer beschädigt waren.

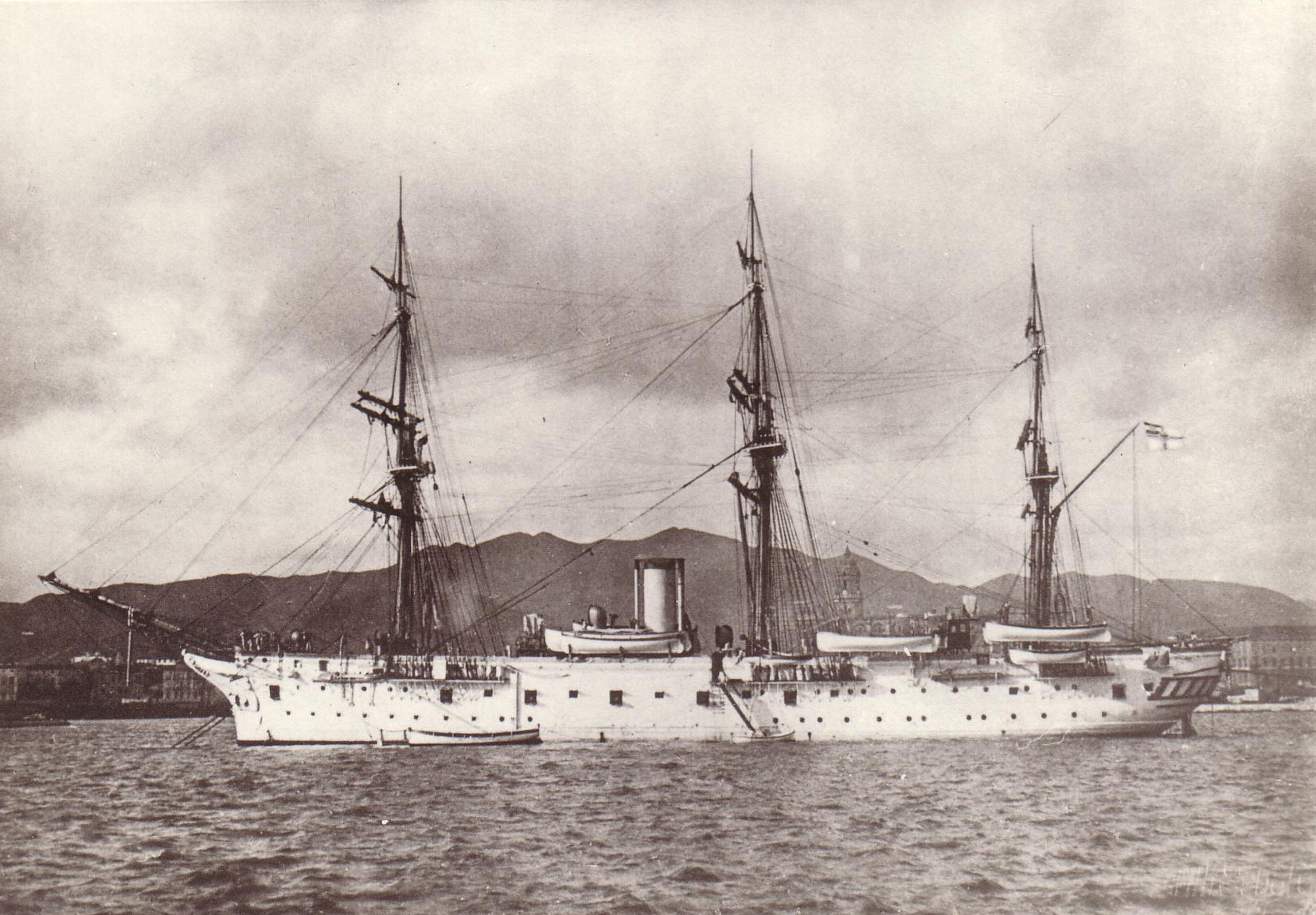
Kreuzerfregatte Gneisenau

Nach der Rückkehr wurde Prittwitz für zwei Jahre Adjutant an der Marinestation der Ostsee in Kiel. Im Herbst 1884 trat er als Erster Offizier der Kreuzerfregatte Gneisenau wieder eine Weltreise an. Die Fahrt ging um das Kap der guten Hoffnung nach Sansibar und dann in den Indischen Ozean und die Südsee. Auf dieser Fahrt wurde Prittwitz am 15. März 1885 zum Korvettenkapitän befördert. Im Sommer 1885 gehörte die Gneisenau zum Geschwader unter Kommodore Carl Paschen, das beim Sultan von Sansibar die bedingungslose Anerkennung der deutschen Schutzherrschaft über Deutsch-Ostafrika erzwang.

### Korvettenkapitän
Ein Jahr später, im Oktober 1886, wurde Prittwitz Kommandeur der II. Abteilung der 1. Matrosen-Division in Kiel. Hier heiratete er an seinem 38. Geburtstag. Im August 1888 kam Tochter Agnes zur Welt, während der Vater ein halbjähriges Kommando zur Verfügung des Chefs der Marinestation Ostsee in Kiel hatte. Im April 1889 ging Prittwitz als Kommandant der Alexandrine wieder in See; bei der Geburt seines Sohnes Heinrich befand er sich nach der Fahrt durch den Sueskanal bereits in der Südsee. Im Oktober 1889 unternahm ein Landungskorps seines Schiffes eine Strafexpedition gegen den Tubtus-Stamm an der Nordküste von Neumecklenburg, wo der deutsche Kaufmann Hoppe ermordet worden war.
Im September 1890 wurde Prittwitz in die Heimat zurückgerufen: Er war zum Chef des Stabes der Marinestation der Nordsee in Wilhelmshaven ernannt worden. Am 17. März 1891 wurde er Kapitän zur See, nahm als Schiedsrichter an den Flottenmanövern 1891 und 1892 teil und leitete 1892 auf der Yacht Grille eine Admiralstabs-Übungsreise.

### Kapitän zur See
Am 1. Oktober 1892 erhielt Prittwitz das Kommando über das Flaggschiff der Kaiserlichen Marine, die Panzerfregatte König Wilhelm. Mit ihr befuhr er zwei Jahre lang die deutschen Gewässer und machte Fahrten nach Norwegen, zu den Orkney-Inseln und nach Schottland.
Danach folgte ein weiteres Landkommando im Reichsmarineamt in Berlin, wo er ab 1893 das Nautische Departement leitete, bis er am 1. Oktober 1896 zum Kommandanten des Linienschiffs Wörth ernannt wurde, einem Schiff der neuen Brandenburg-Klasse. Es war eine Auszeichnung für Prittwitz, dass er zweimal das Kommando über das jeweils beste und stärkste Schiff der Marine erhielt. Als Kommandant der Wörth hatte er seinen Dienstsitz in Wilhelmshaven und besuchte auf Übungsfahrten in Nord- und Ostsee auch Häfen in Russland, Norwegen, Irland und Schottland.
Seine nächste Stellung führte ihn im Oktober 1898 als Oberwerftdirektor der Kaiserlichen Werft nach Danzig, wo er am 13. November 1899 zum Konteradmiral befördert wurde. In Danzig empfing Prittwitz Kaiser Wilhelm II. als privaten Gast in seinem Haus.

### Konteradmiral

Panzerkreuzer Fürst Bismarck

Die folgenden Jahre brachten Prittwitz erneut häufige Wechsel und weiteren Aufstieg: Im Herbst 1901 wurde er 2. Admiral des 1. Geschwaders in Kiel und fuhr mit Kurfürst Friedrich Wilhelm nach Norwegen. 1902 kam er als Inspekteur der II. Marineinspektion nach Wilhelmshaven und zum 1. Oktober 1903 erhielt er seine Ernennung zum Chef des in Ostasien stationierten Kreuzergeschwaders (Ostasiengeschwader) mit dem Panzerkreuzer Fürst Bismarck als Flaggschiff.
Kurz nachdem Prittwitz mit seinem Geschwader nach Ostasien ausgelaufen war, starb am 10. Dezember 1903 seine Frau in Kiel an den Folgen einer Darmverschlingung; eine Kontaktaufnahme mit dem Ehemann und Vater war kaum möglich, zumal sie durch den Russisch-Japanischen Krieg zusätzlich erschwert war. Prinz Heinrich von Preußen und Prinzessin Irene wollten sich der beiden Kinder annehmen, doch wurden diese privat versorgt.

### Vizeadmiral

Gartenfest bei Vizeadmiral Curt von Prittwitz in Kiel (1907)

An Kaisers Geburtstag, dem 27. Januar 1904, wurde Prittwitz Vizeadmiral. Nachdem er unter anderem im September 1904 mit seinem Geschwader das koreanische Tschemulpo (bekannt durch das Gefecht von Tschemulpo) angelaufen hatte, wurde er im folgenden Jahr 1905 aus Ostasien zurückberufen. Den Heimweg musste er an Bord des Postdampfers Sachsen antreten, da die Transsibirische Eisenbahn kurz nach Beendigung des Russisch-Japanischen Krieges für ihn noch nicht benutzbar war.
In Kiel blieb Prittwitz fast ein Jahr zur Verfügung des Chefs der Marinestation der Ostsee, des Admirals Prinz Heinrich von Preußen. In dieser Zeit heiratete er am 5. Juni 1906 zum zweiten Mal.

### Admiral
Ende September 1906 erreichte Prittwitz mit der Ernennung zum Chef der Marinestation der Ostsee den Gipfel seiner militärischen Laufbahn. Er war damit – nach dem Kommando der Wörth und des Ostasiengeschwaders – zum dritten Mal Amtsnachfolger des Prinzen Heinrich von Preußen. Am 18. Mai 1907 erhielt er das Patent als Admiral. Sein Kieler Privathaus wurde zum Mittelpunkt gesellschaftlicher Veranstaltungen; oft war auch der Kaiser zu Gast. Im Jahr 1910 wurde Prittwitz Mitglied des Preußischen Herrenhauses.

### Admiral à la suite

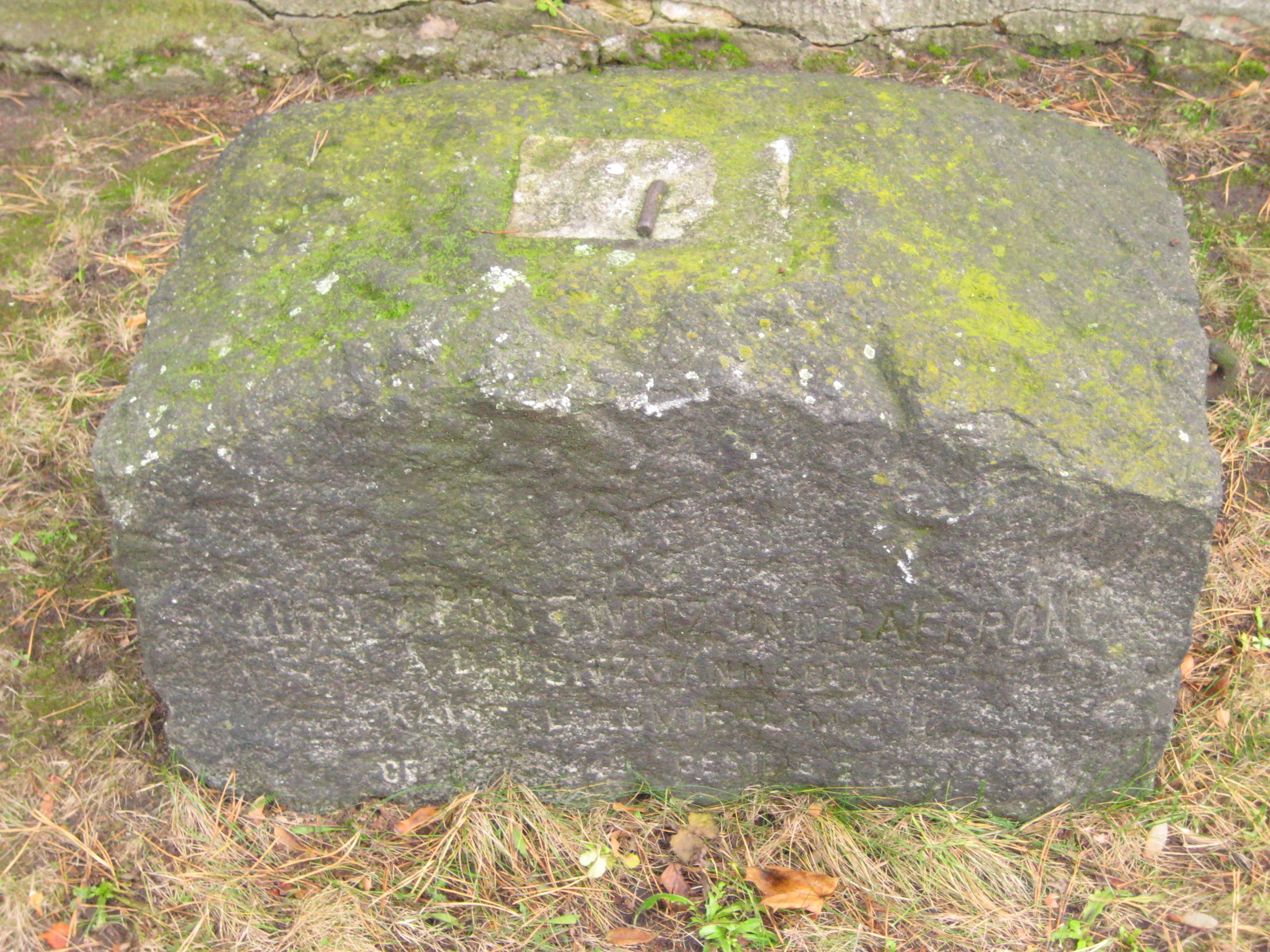
Grabstätte auf dem Berliner Invalidenfriedhof

Am 21. Oktober 1910 wurde ihm mit Handschreiben des Kaisers der Abschied bewilligt mit der Bestimmung, dass er in der Marine-Rangliste weiterhin à la suite des Seeoffizierskorps zu führen sei.
Seine militärische Personalakte schloss er selbst mit folgender Bemerkung ab:
„In meine Dienstzeit vom 21. April 1866 bis 21. Oktober 1910 fiel die geschichtlich größte Zeit des deutschen Volkes, fiel die Entwicklung der Marine von der Segelfregatte und den Schiffsjungenbriggs zum Turbinenkreuzer, zu den Torpedo- und Motorbooten. Ich habe 24 Mal die Linie passiert, meist unter Segel, ich habe 12 Mal den Indischen Ozean durchquert, zwischen Aden und Capstadt einerseits und Singapore und Melbourne andererseits und ich habe 5 Mal die Südsee besucht. Zweimal je zwei Jahre war ich Kommandant eines Linienschiffes, einmal eines Auslandkreuzers. Ich war Chef des Kreuzergeschwaders und Chef der Marinestation der Ostsee. Mein Herz ist voll Dankbarkeit und Freude. gez. v. Prittwitz, Admiral à la suite des Seeoffizierskorps, Mitglied des Herrenhauses.“
Nach seiner Pensionierung nahm er seinen Wohnsitz in Berlin-Wilmersdorf, Nikolsburger Platz 3. Er starb am 16. Februar 1922 an den Folgen einer Gelbsucht und wurde auf dem Invalidenfriedhof beigesetzt.

## Persönlichkeit

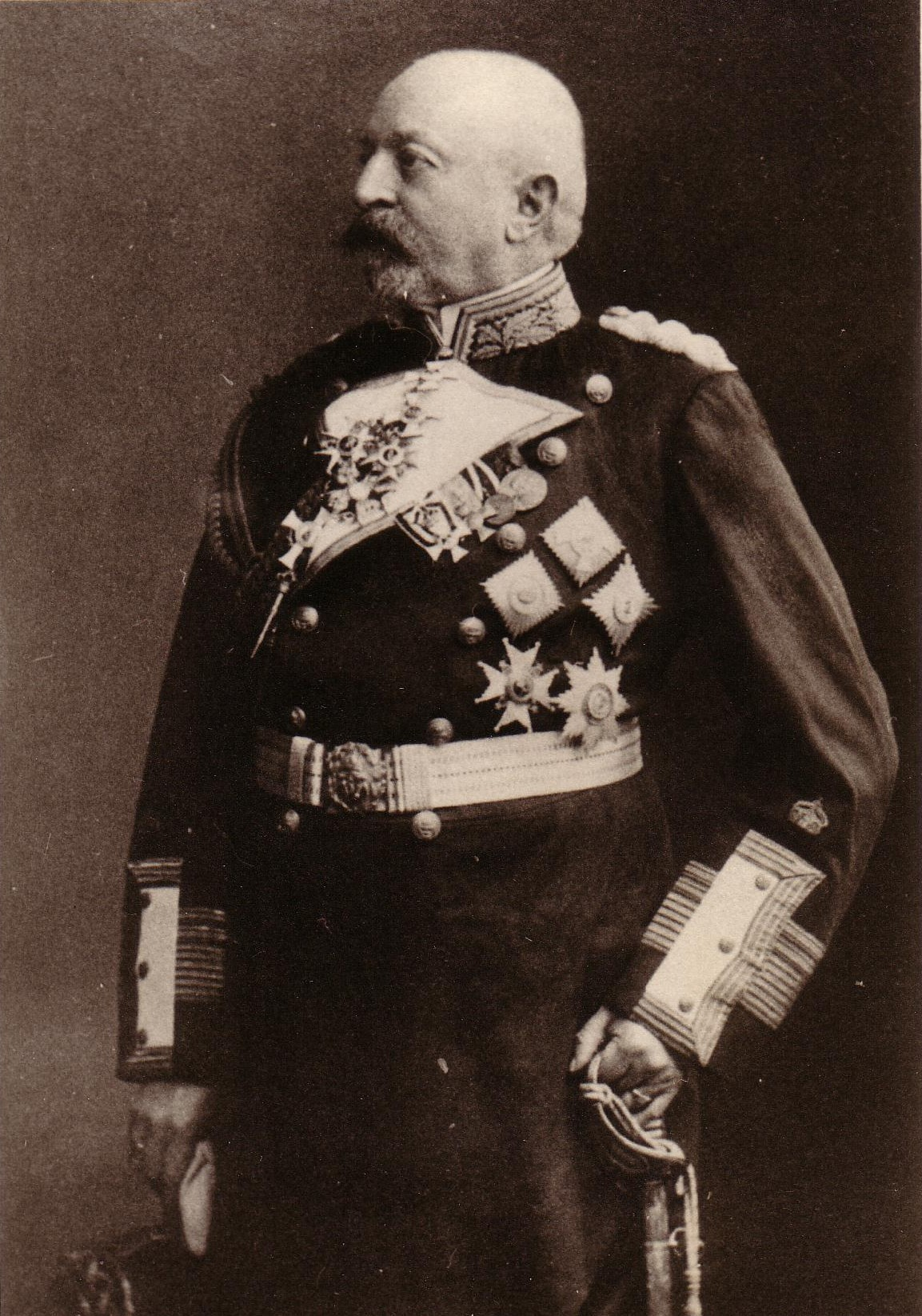
Curt von Prittwitz und Gaffron als Admiral à la suite

Zu seiner Dienstauffassung als Marineoffizier zitierte Prittwitz gern den niederländischen Admiral Michiel de Ruyter (1607–1676): „Ich will nicht, dass ich gelobt werde, von niemandem, wenn ich nur meine Pflicht erfülle und die Befehle, wie ich soll, durchführe.“
In einem unveröffentlichten Manuskript aus dem Kreis seiner Familie heißt es, die Politik sei nicht seine Sache gewesen, sondern er habe „mehr handelnd als redend seinen Weg gesucht“, und weiter: „Vorgesetzte und Kameraden schätzten ihn wegen seiner vortrefflichen Eigenschaften als Offizier, ..... Er war kein amüsanter Gesellschafter mit zur Schau getragener Liebenswürdigkeit. Dafür besaß er ein großes Können, das seine Untergebenen ebenso an ihm achteten wie seine unbeeinflussbare Gerechtigkeit. Es konnte nicht ausbleiben, dass trotz seiner Strenge und seines Ernstes eine Fülle von Anekdoten um seine Persönlichkeit gesponnen wurden, in denen diese Achtung und Verehrung zum Ausdruck kam. ....“ So sei Prittwitz auch nach seinem Ausscheiden aus dem aktiven Dienst wegen seiner hervorragenden menschlichen Qualitäten und seines stets gleichbleibenden Temperaments geachtet und verehrt worden.

## Orden und Ehrenzeichen
- Roter Adlerorden 3. Klasse mit Krone[9]
- Großkreuz mit Eichenlaub des Roten Adlerordens
- Königlich Preußischer Kronenorden 1. Klasse
- Dienstauszeichnungskreuz
- Königlich bayerischer Militärverdienstorden 2. Klasse
- Komturkreuz 1. Klasse des königlich sächsischen Albrechts-Ordens
- Kaiserlich chinesischer Orden vom Doppelten Drachen 1. Klasse (3. Stufe)
- Komturkreuz 1. Klasse des königlich norwegischen Sankt-Olav-Ordens
- Kaiserlich und königlich russischer Sankt-Stanislaus-Orden 2. Klasse mit Stern